# Vic Firth
Vic Firth (født 2 juni 1930, i Winchester, Massachusetts, død 27. juli 2015). Han voksede op i Maine hos sine forældre Everett E. og Rosemary Firth. Som søn af en succesfuld trompetist, begyndte han at lære kornet (blæseinstrument) i en alder af fire år, senere kastede han sig over slagtøj, trombone, klarinet, klaver og musikarrangementer.
Han er stifter af Vic Firth Company (tidligere Vic Firth, Inc.), et firma, der fremstiller trommestikker.